# كرزيستوف باران (لاعب كرة قدم)
كرزيستوف باران (بالبولندية: Krzysztof Baran)‏ (26 يوليو 1960 في بولندا - ) هو لاعب كرة قدم بولندي في مركز الهجوم. شارك مع منتخب بولندا لكرة القدم. أما مع النوادي، فقد لعب مع غوارديا وارسزاوا وغورنيك زابجه ونادي لاريسا ونادي ال كي اس ودز.

## وصلات خارجية
- كرزيستوف باران (لاعب كرة قدم) على موقع الاتحاد الدولي (مؤرشف)  (الإنجليزية)
- كرزيستوف باران (لاعب كرة قدم) على موقع قاعدة بيانات كرة القدم.إي يو (الإنجليزية)
- كرزيستوف باران (لاعب كرة قدم) على موقع ناشيونال فوتبول تيمز (الإنجليزية)